# Едвард Беч
Едвард Беч (енгл. Edward Bach, /ˈbætʃ/ BACHⓘ), 24. септембар 1886 — 27. новембар 1936, био је британски доктор, бактериолог и хомеопата. Познат је по Бечовим цветним водицама, скупини хомеопатских есенција које лече. Сматрао је да људска особност има пуно значајнију улогу од физичке форме, а да су симптоми болести само спољашни изрази негативних емоционалних стања.

## Биографија
Родио се 1886. у селу Мосли, код Бирмингема. Након завршетка школе, са 16 година је почео радити у очевој топиноца меда. За време трогодишњег рада био је окружен радницима, опажајући њихове тегобе и болести. Пожелео је студирати медицину те је уз очев пристанак као двадесетогодишњак уписао Универзитет Бирмингем, да би у Лондону завршио студије на болничком Колеџ универзитету. Радио је као лекар у Харли стриту, познатој лондонској улици где су ординације имали најбољи лекари. Но, није био задовољан резултатима које је имао лечећи пацијенте конвенционалним терапијама. Даље образовање и жеља за знањем довели су га до тога да је започео радити као асистент бактериологије на универзитетској болници. Тамо је открио да се одређена цревна бактерија налази у свим људима; међутим, знатно веће количине се нађу код болесних особа. Развио је вакцину од узорка бактерије и уносио га у крвоток пацијента; међутим, овакав приступ лечењу га је бринуо јер је пацијенту пружао нелагоду. Беч је био врло радосна особа и није марио што се превише напрезао у својим наканама да проучи и излечи болести. Године 1917. колапсирао је с озбиљним крварењем у желуцу и дијагностикован му је био малигни тумор. Хитно је био пребачен у оперативну салу и тумор му је био извађен. Но, дијагноза је била озбиљна и предвиђали су му да ће живети још можда 3 месеца. У мало времена које је имао хтео је што више сазнати те је још више прионуо на посао. Проласком времена потпуно се опоравио, што је приписао снажној вољи.

## Хомеопатија
Године 1919. постао је патолог и бактериолог на Хомеопатској болници у Лондону где се упознао са радовима Самјуела Ханемана, оснивача хомеопатије. Сложио се с начином размишљања да је потребно лечити пацијента а не болест, те је започео израђивати хомеопатске лекове сматрајући да су ефикаснија од инјекција који се уносе инјекцијом, а уз то нису била болна и неугодна. Прилагодио је своје инцјекције и на темељу њих произвео 7 хомеопатских лекова.

## Бечове цветне капи
Иако је био успешан лекар, сматрао је да није нашао једноставне форме лечења јер му тадашњи приправци нису били припремљени од природних компонената. Године 1930. потпуно је напустио радно место лекара и отишао у Велс где је истраживао учинке биљака пуштајући да га води интуиција. Једног дана шетао је по ливади пуној росе, те је помислио како је роса можда у себе примила нека својства биљке на којој се налазила. Искористио је росу како би је истражио као сировину за израду приправака но како ју је тешко било за сакупљати, у крају је у стаклену посуду улио чисту изворску воду, ставио унутра неколико цветова биљке које би изабрао и тако ју оставио неколико сати на сунцу. Сматрао је да се тако водом прожела вибрација и енергија биљке од које су потекли цветови и постала јако потентна.
Овим поступком произвео је 38 цветних приправака, а сваки од њих је пригодна за одређено емоционално стање. Веровао је да биљке зраче вибрацијама које имају утицај на стања душевних патњи која су извор свих болести.